# Ould Yengé
Ould Yengé este o comună din departamentul Ould Yengé, Regiunea Guidimakha, Mauritania, cu o populație de 4.935 locuitori.